# Ульяновка (Ленинградская область)

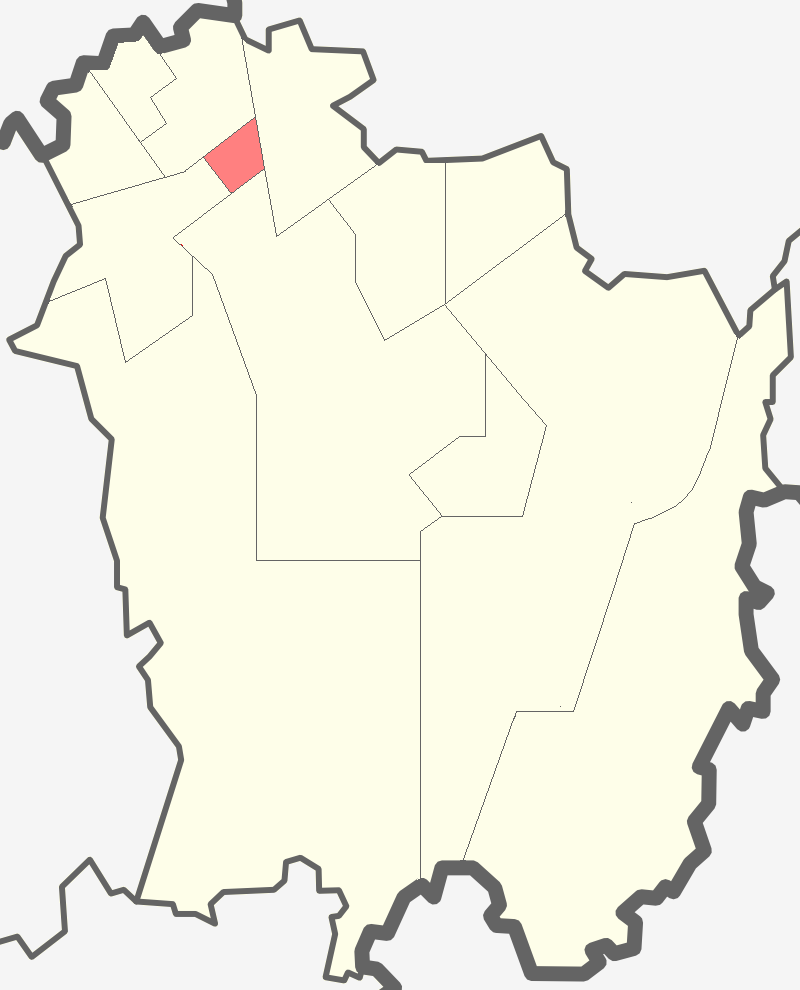
Ульяновское городское поселение

Улья́новка (до 1923 года Са́блино) — посёлок городского типа в Тосненском районе Ленинградской области. Единственный населённый пункт Ульяновского городского поселения.

## История
На «Карте Ингерманландии: Ивангорода, Яма, Копорья, Нотеборга» 1676 года и «Карте Провинции Ингерманландия» 1678 года при впадении реки без названия (современной Саблинки) в Тосну обозначена деревня Timola, на «Географическом чертеже Ижорской земли» 1704 года — Тимола. Название — от личного имени в честь христианского мученика Тимолая.
С XVIII до начала XX века берега реки Тосны в окрестностях нынешнего посёлка были важным поставщиком бутовой плиты, кирпича и песка для строительства столицы Российской империи.
Первое картографическое упоминание топонима Саблино — «Харчевня Саблина», происходит в 1727 году на карте Ингерманландии И. К. Кириллова.
До 1810 года Саблино было очень маленьким поселением, пока сюда не переселились несколько семейств из Ярославской губернии.
В 1816 году деревня принадлежала жене гофмейстера, Анне Нарышкиной.
В 1820 году деревня принадлежала графу Николаю Петровичу Румянцеву.
В 1830 году местные крестьяне выкупились на волю.

САБЛИНА — деревня, принадлежит вольным хлебопашцам, число жителей по ревизии: 53 м. п., 56 ж. п. (1838 год)

Согласно карте Ф. Ф. Шуберта в 1844 году деревня называлась Саблина и состояла из 21 крестьянского двора.
На этнографической карте Санкт-Петербургской губернии П. И. Кёппена 1849 года она обозначена как деревня «Sablina», расположенная в ареале расселения савакотов. В пояснительном тексте к этнографической карте она записана как Sablina (Саблина), её ингерманландское население указано весьма незначительное: савакотов — 3 м. п., 4 ж. п., всего 7 человек, остальные русские.
С середины XIX века в районе деревни Саблино появляются крупные имения, в том числе Кейзерлингов и Толстых.

САБЛИНО — деревня Ведомства государственного имущества, по почтовому тракту, число дворов — 25, число душ — 69 м. п. (1856 год)

САБЛИНСКАЯ — станция железной дороги при речке Саблинке, число дворов — 3, число жителей: 58 м. п., 6 ж. п. 

САБЛИНО — деревня владельческая при речке Саблинке, число дворов — 26, число жителей: 88 м. п., 87 ж. п.; Часовня православная. (1862 год)

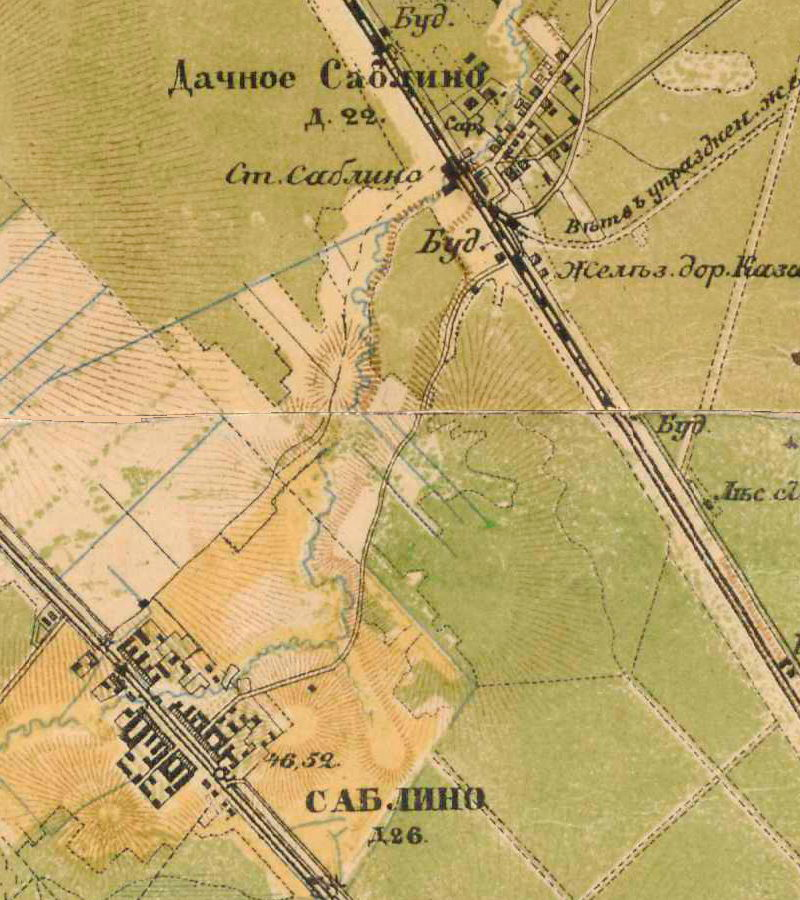
План деревни и посёлка Саблино. 1855 год

В 1885 году, согласно «Карте окрестностей Петербурга», существовало по смежеству два Саблина: деревня Саблино на Московском шоссе, состоящая из 26 дворов и посёлок Дачное Саблино у железнодорожной станции Саблино, из 22 дворов.
Сборник Центрального статистического комитета описывал деревню так:

САБЛИНО — селение бывшее государственное при реке Саблинке, дворов — 26, жителей — 150; часовня, лавка, постоялый двор. (1885 год)

В конце XIX — начале XX века Саблино административно относилось к Тосненской волости 1-го стана Царскосельского уезда Санкт-Петербургской губернии. С конца XIX века — популярное дачное место.
В 1905—1906 годах в посёлке проживал у своей сестры А. И. Ульяновой-Елизаровой В. И. Ленин.
В 1905—1918 годах функционировала конка Саблино.
К 1913 году деревня Саблино уменьшилась до 23 дворов, но смежное с ней Дачное Саблино разрослось и заняло междуречье Саблинки и Тосны. Поселение на левому берегу реки Тосны называлось Саблинская колония.
С 1917 по 1920 год посёлок Саблино входил в состав Саблинского поссовета Тосненской волости Детскосельского уезда.
С 1920 года в составе Ижорской волости.
В 1920 году Саблинский совет депутатов постановил увековечить имя Александра Ильича Ульянова переименованием рабочего поселка Саблино в город Ульянов. Это не было осуществлено.
В 1922 году в состав посёлка Саблино были включены посёлок Александровка, деревня Дачное Саблино, деревня Саблино 3-е и Саблинская колония.
9 декабря 1922 года президиум Петрогубисполкома по инициативе жителей посёлка в память о жизни семьи Ульяновых в Саблине принял решение переименовать посёлок Саблино в посёлок Ульяновка. Согласно декрета ВЦИК «Об административном делении Петроградской губернии» от 14 февраля 1923 года посёлок Саблино бывшего Детскосельского уезда переименован в посёлок Ульяновка Ульяновского поссовета Ульяновской волости Гатчинского уезда. В заметке краеведа и директора Саблинской железнодорожной школы Д. А. Пушкина, опубликованной в 1969 году, сказано, что посёлок был переименован в ознаменование того, что здесь в 1905—1906 годах проживал у своей сестры А. И. Ульяновой-Елизаровой В. И. Ленин.
С 1 июля 1923 года в составе Тосненского сельсовета.
С 1924 года в составе Саблинского сельсовета.
С 1 июня 1925 года посёлок Ульяновка учитывается областными административными данными как рабочий посёлок.
С 1926 года в составе Ульяновского сельсовета. Согласно данным переписи населения СССР 1926 года в деревне Саблино Ульяновского сельсовета Ульяновской волости Троцкого уезда проживал 271 человек — большинство русские, а также финны; в рабочем посёлке Ульяновка (Саблино) проживали 3732 человека — большинство русские, а также финны, латыши, эстонцы, поляки, белорусы, немцы, украинцы, евреи, литовцы, татары и итальянцы.
С февраля 1927 года в составе Ленинградского уезда.
С августа 1927 года в составе Колпинского района.
С июля 1930 года в составе Тосненского района.

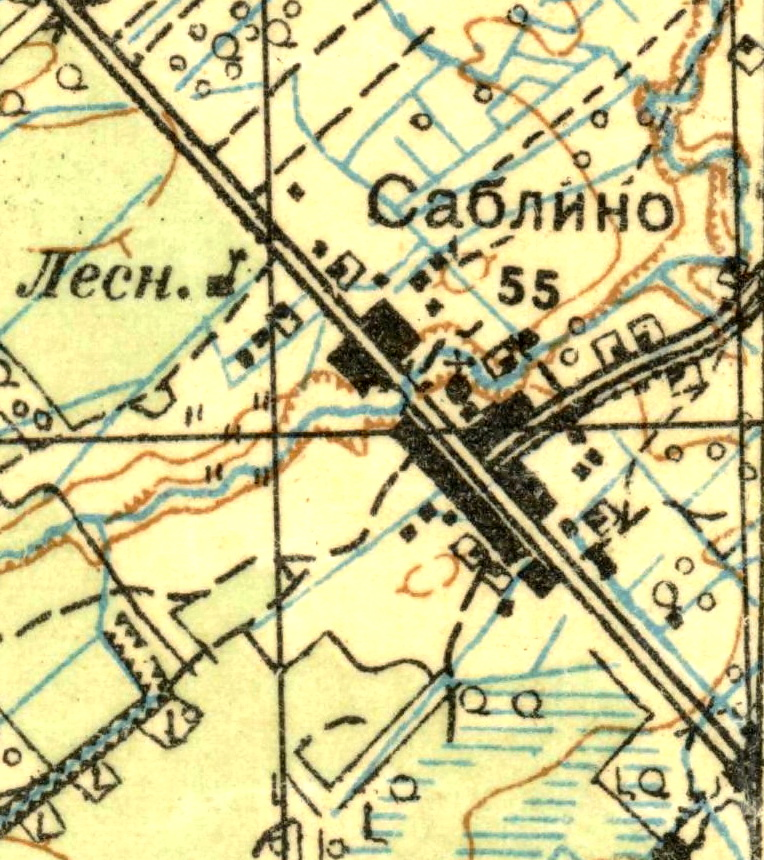
План деревни Саблино. 1931 год
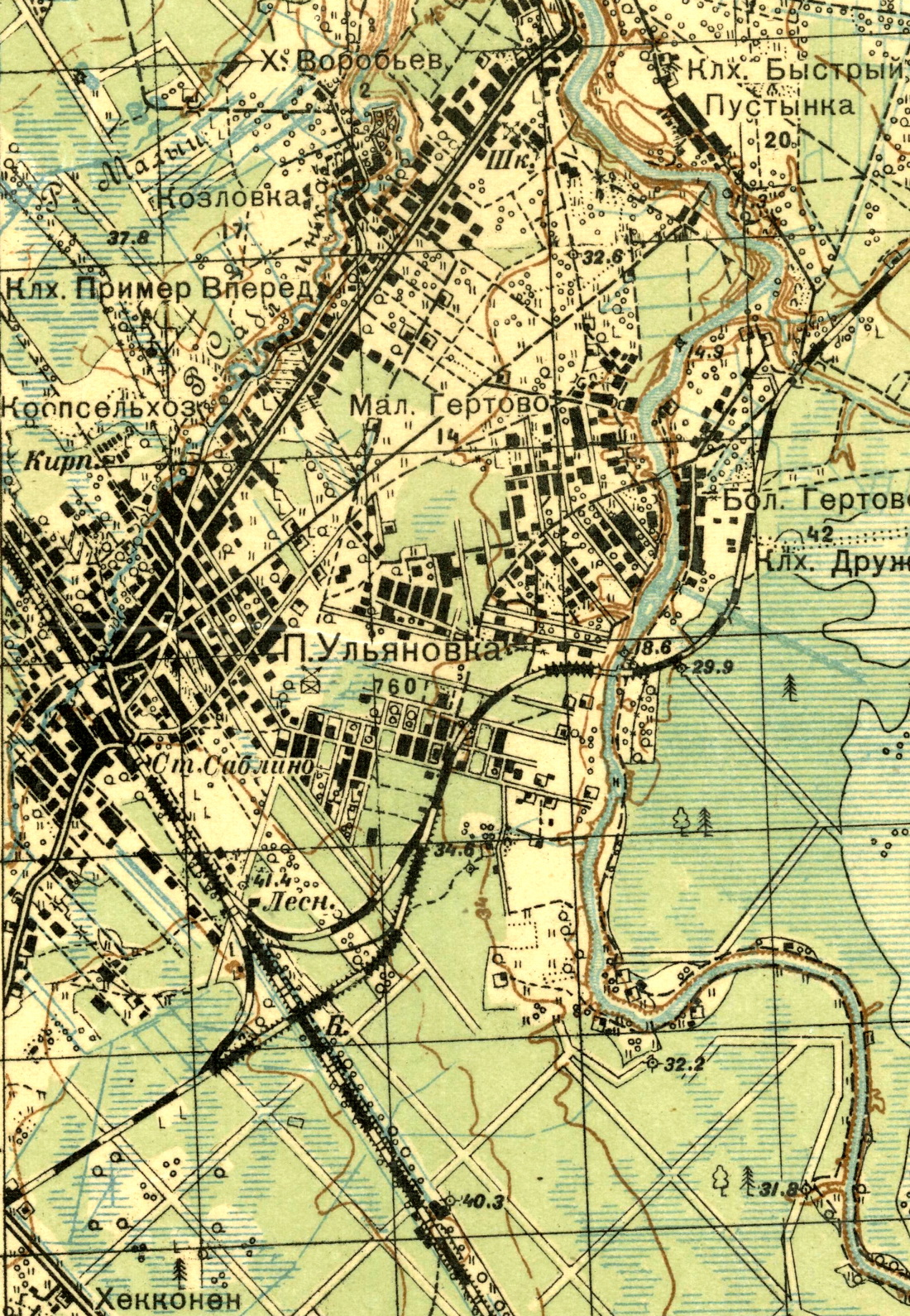
План посёлка Ульяновка. 1931 год

Согласно топографической карте 1931 года деревня Саблино насчитывала 55 крестьянских дворов, в деревне находились часовня и дом лесника.
Ульяновка была освобождена от немецко-фашистских оккупантов 26 января 1944 года.
Деревня Саблино указана в составе Ульяновского Железнодорожного избирательного участка № 121, созданного перед выборами в Верховный Совет СССР 1950 года, но отсутствует в составе Ульяновского Железнодорожного избирательного участка № 128, созданного перед выборами в Верховный Совет СССР 1954 года.
С 1963 года Ульяновский сельсовет подчинён Тосненскому горсовету.
В 1966 году у дома Ульяновых был принят в пионеры Владимир Путин.
На административной карте Ленинградской области 1967 года показаны Ульяновка у железнодорожной линии и Саблино на автодороге М10.
На туристической карте Ленинградской области 1977 года Саблино отсутствует.

## География
Посёлок расположен в северной части района на автодороге федерального значения М10 (E 95) «Россия» (Москва — Санкт-Петербург) в месте пересечения её автодорогой А120 (Санкт-Петербургское южное полукольцо) и примыкания автодороги 41К-028 (Ульяновка — Отрадное).
Расстояние до районного центра — 17 км.
Через посёлок протекает река Саблинка (приток Тосны).

## Городское поселение
Глава поселения — Азовкин Геннадий Гарриевич, глава администрации — Камалетдинов Константин Игоревич.

## Демография
| 1862    | 1939    | 1959    | 1970    | 1979    | 1989    |
| ------- | ------- | ------- | ------- | ------- | ------- |
| 175     | ↗11 609 | ↗16 493 | ↘16 017 | ↘14 117 | ↘9595   |
| 2002    | 2006    | 2009    | 2010    | 2011    | 2012    |
| ↘9244   | ↗9500   | ↗9569   | ↗11 601 | ↗11 690 | ↗12 027 |
| 2013    | 2014    | 2015    | 2016    | 2017    | 2018    |
| ↗12 196 | ↗12 565 | ↗12 688 | ↘12 650 | ↘12 649 | ↘12 533 |
| 2019    | 2020    | 2021    | 2023    | 2024    |         |
| ↘12 385 | ↘12 213 | ↘11 676 | ↘11 490 | ↘11 267 |         |

Изменение численности населения за период с 1838 по 2024 год (тыс. чел.):

## Экономика
Промышленность представлена небольшими предприятиями деревообработки, производства изделий из дерева, пластмассовых изделий, а также гофрокартона и упаковки из него.
Удельный вес Ульяновского городского поселения по обороту предприятий и организаций составляет 1,2 % от оборота по Тосненскому району.
В посёлке работает завод по производству алюминиевых туб «Тубекс», цех по выпуску сборных деревянных домов.
В Ульяновке расположено женское исправительное учреждение УС-20/2 Федерального управления исполнения наказаний России.

## Транспорт
| №    | Конечная остановка 1         | Конечная остановка 2 | Примечания |
| ---- | ---------------------------- | -------------------- | --- |
| 316  | Тосно, вокзал                | Станция Саблино      | Маршрут Тосненского района |
| 334  | Станция Саблино              | Гладкое              | Маршрут Тосненского района |
| 438  | Колпино, Ленинградская улица | Станция Саблино      | Социальный автобусный маршрут города Санкт-Петербурга. Оплата наличными не принимается, возможна активация отложенного пополнения карты «Подорожник» |
| 610  | Тосно, вокзал                | Звёздная             | Маршрут Тосненского района |
| 610А | Станция Саблино              | Звёздная             | Маршрут Тосненского района |
| 611Б | Тосно, вокзал                | Колпино, вокзал      | Маршрут Тосненского района |
| 687  | Тосно, вокзал                | Станция Ивановская   | Маршрут Тосненского района |

От Санкт-Петербурга до Ульяновки можно добраться пригородным электропоездом до железнодорожной станции Саблино (примерно 30 минут от станции Обухово), а также от станции метро Звёздная на маршрутном такси № 610А. Главная транспортная магистраль посёлка — Советский проспект, протянувшийся от станции Саблино до реки Тосна почти на 4,5 км.

## Культура, достопримечательности
В посёлке расположена научно-учебная станция Санкт-Петербургского государственного университета. Здесь в 1922 году проживал с семьёй Виталий Бианки.
Среди достопримечательностей посёлка:
- на северной окраине Ульяновки расположен Саблинский памятник природы, на территории которого в 1999 году создан Саблинский геоэкологический заказник. Основу памятника составляют различные геологические объекты (Саблинский водопад, Саблинские пещеры, эрозионные скалы-останцы, каньон реки Тосны), представляющие собой старинные выработки (каменоломни).
- Остатки имения А. К. Толстого «Пустынька» («родины» Козьмы Пруткова, места, где часто бывали русский философ В. С. Соловьёв, писатель И. С. Тургенев, члены императорской фамилии) — пруд с островом и несколько старых деревьев (деревня Пустынка, правый берег Тосны).
- Поселковый музей (создан в 2001 году)[73].
- «Избушка на курьих ножках»[74].
- Дачная узкоколейная железная дорога с паровозом[75].

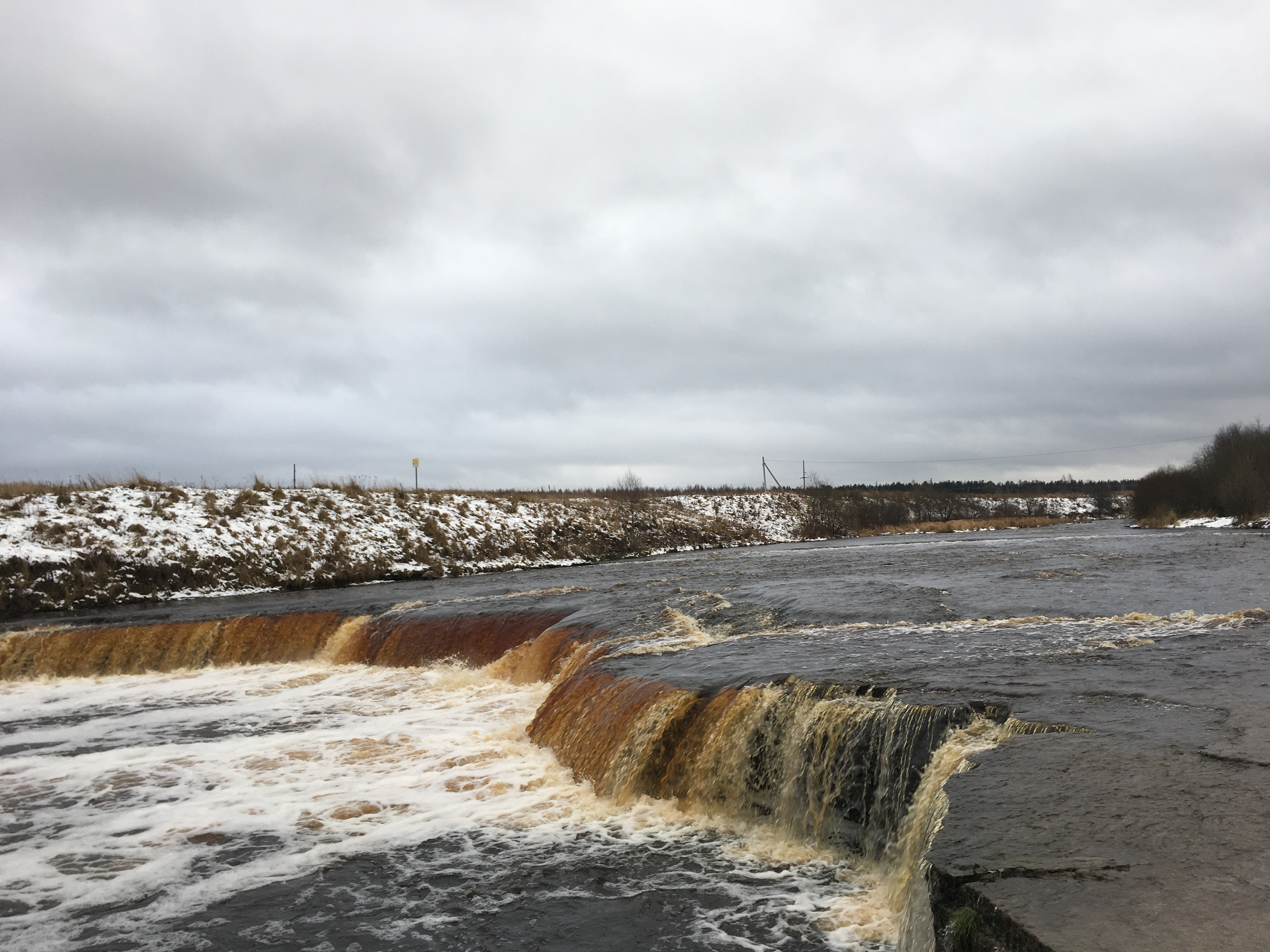
Тосненский водопад. 2017 год

### ЛООО «Сохранение природы и культурного наследия»
В проекте ЛООО «Сохранение природы и культурного наследия» указано 57 исторических объектов:
1. Вокзал станции «Саблино»
2. Церковь во имя Святого Николая Чудотворца
3. Часовня страстотерпца цесаревича Алексия (Привокзальная площадь)
4. Дом Баранцевича (ул. Юного Ленинца, д. 72)
5. Дом Ульяновых-Елизаровых (Ульяновское шоссе, д. 20)
6. Дом Нечёсова (ул. Карла Маркса, д. 79)
7. Дом Половинкина (ул. Карла Маркса, д. 81)
8. Дом Зубаковых-Дорофеевых (пр. Володарского, д. 38)
9. Хуторок «Верино» (пр. Володарского, д. 52)
10. Дом Ключкина (пр. Володарского, д. 54)
11. Дом Никифоровых (Лермонтовский пер. д. 3)
12. Петина дача (ул. Б. Речная, д. 27/2)
13. Дом Жестевых (ул. Б. Речная, д. 58)
14. Георгиевская дача (ул. Б. Речная, д. 53)
15. Тосненский водопад
16. Дом Фирсовой (ул. Железнодорожная, д. 16)
17. Дом режиссёра Кузнецова (ул. Ломоносова, д. 12)
18. Дом по проекту Лансере (ул. Тургенева, д. 3)
19. Дом художника Гордеева (ул. Пушкинская, д. 16)
20. Дом Ракова (Зелёный проезд, д. 19/1)
21. Дом Пау (предположит.; ул. Калинина, д. 18)
22. Учительский дом (ул. Калинина, д. 27)
23. Дом Шатова (ул. Калинина, д. 26)
24. Дом Комогоровых (ул. Розы Люксембург, д. 4)
25. Аптека Ф. А. Рихтера (ул. Левая линия, д. 5/8 (51))
26. Пруд «Зимняя карусель»
27. Фабрика Ф. А. Рихтера (ул. Типографская, д. 3а)
28. Дом купца Лупанова (Советский пр., д. 7)
29. Дом Хреновой (Советский пр., д. 22)
30. Дом Богданова (Советский пр., д. 28а)
31. Дом почтмейстера Виноградова (Советский пр., д. 27)
32. Дом Костюкевичей-Тарасевичей (ул. Пролетарская, д. 14)
33. Дом строителя Волкова (ул. Пролетарская, д. 19)
34. Дом Звонарева (Свободный пр-д, д. 3)
35. Молельный дом (ул. Кирпичная, д. 3)
36. Дом Титовой (ул. Кирпичная, д. 2)
37. Дом генерала Жернякова (Советский пр., д. 32)
38. Дом купца Колесина (Советский пр., д. 34)
39. Добровольное пожарное общество (Советский пр., д. 36)
40. Дом Лупановых-Максимец (Советский пр., д. 42)
41. Дом Матвеева (ул. Владимирская, д. 21)
42. Дом фельдшера Вансовского (Советский пр., д. 47)
43. Дом Колосовых (Советский пр., д. 97)
44. Дом Розеншильд-Фон-Паулин (Советский пр., д. 115)
45. Дом Севастьянихиных (2-я улица, д. 29/79)
46. Саблинский водопад
47. Дом Королёвых (7-я улица, д. 45)
48. Дом Кисловых (7-я улица, д. 47)
49. Дом Николаева (7-я улица, д. 49)
50. Дом Ренгард (7-я улица, д. 51)
51. Дом Архипова (9-я улица, д. 7)
52. Посёлок Юношества (Советский пр., д. 177)
53. Дом Колчина (12-я улица, д. 20)
54. Дом стеклодува Ролецкого (14-я улица, д. 14)
55. Копейкина дача (15-я улица)
56. Учебно-научная база «Саблино» (Советский пр., д. 205)
57. Левобережная пещера.
Образец горной выработки XIX века (Советский пр., д. 205 А)

## Известные жители
- В. И. Ульянов (Ленин) у сестры А. И. Елизаровой-Ульяновой — в 1905—1906 годах
- В. В. Бианки — семья писателя жила в Ульяновке в 1924 году
- О. Ф. Берггольц — поэтесса снимала в посёлке дачу летом 1928 года
- Н. П. Зарембо — военно-морской деятель, контр-адмирал, родился и жил в посёлке в 1901—1915 годах.

## Фото

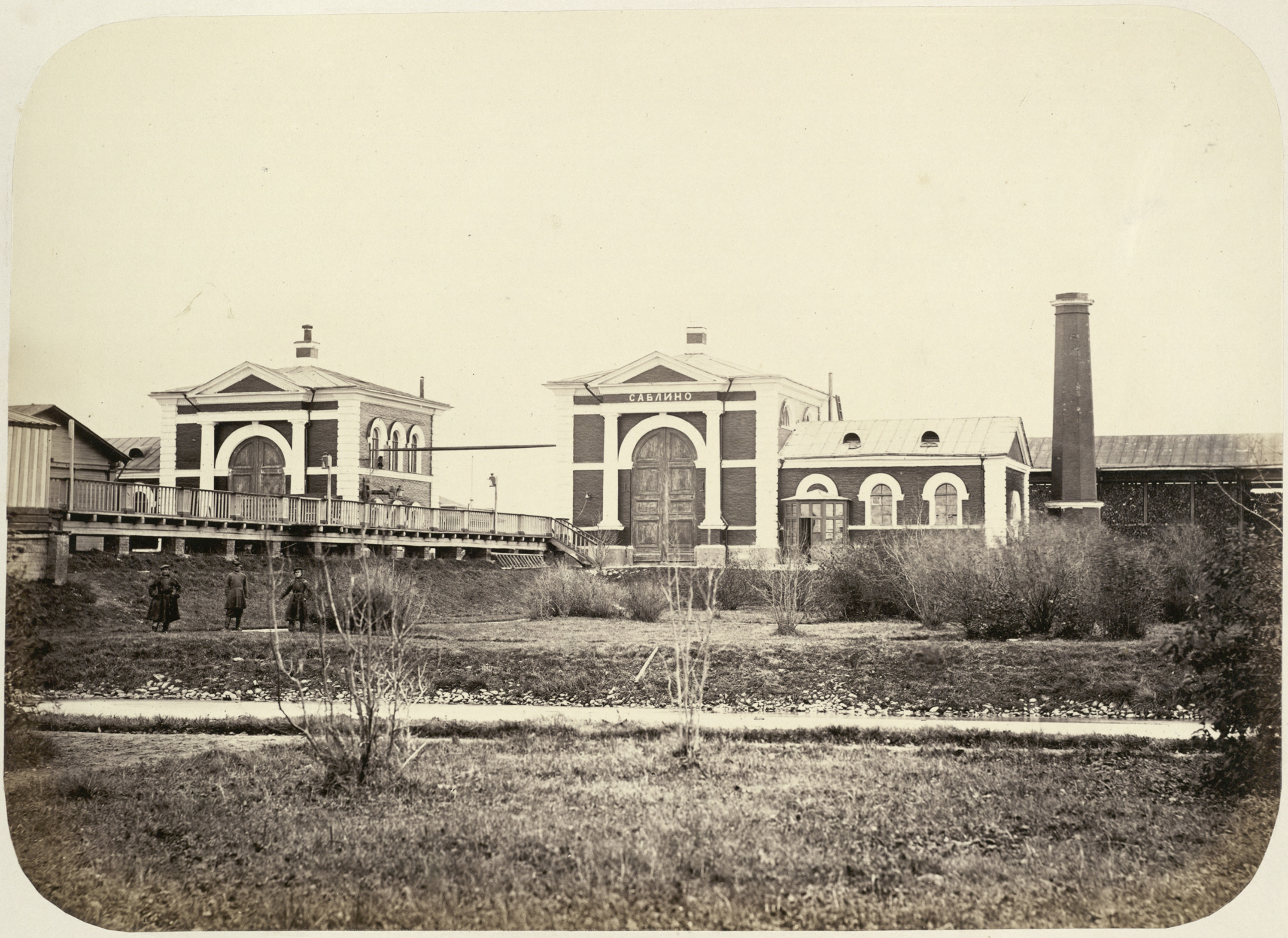
Станция Саблино в 1860-е годы
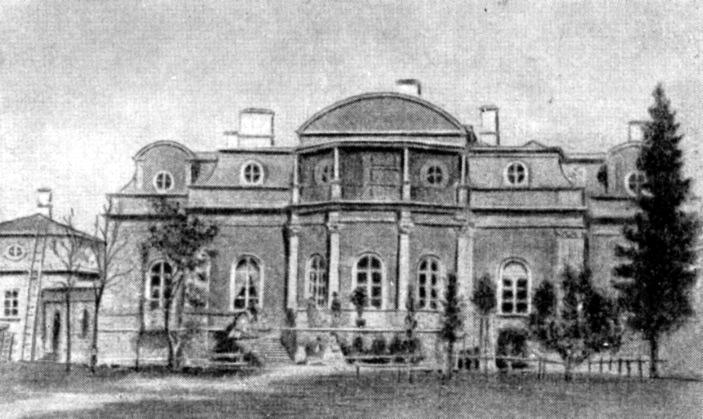
Имение А. К. Толстого. Конец XIX века
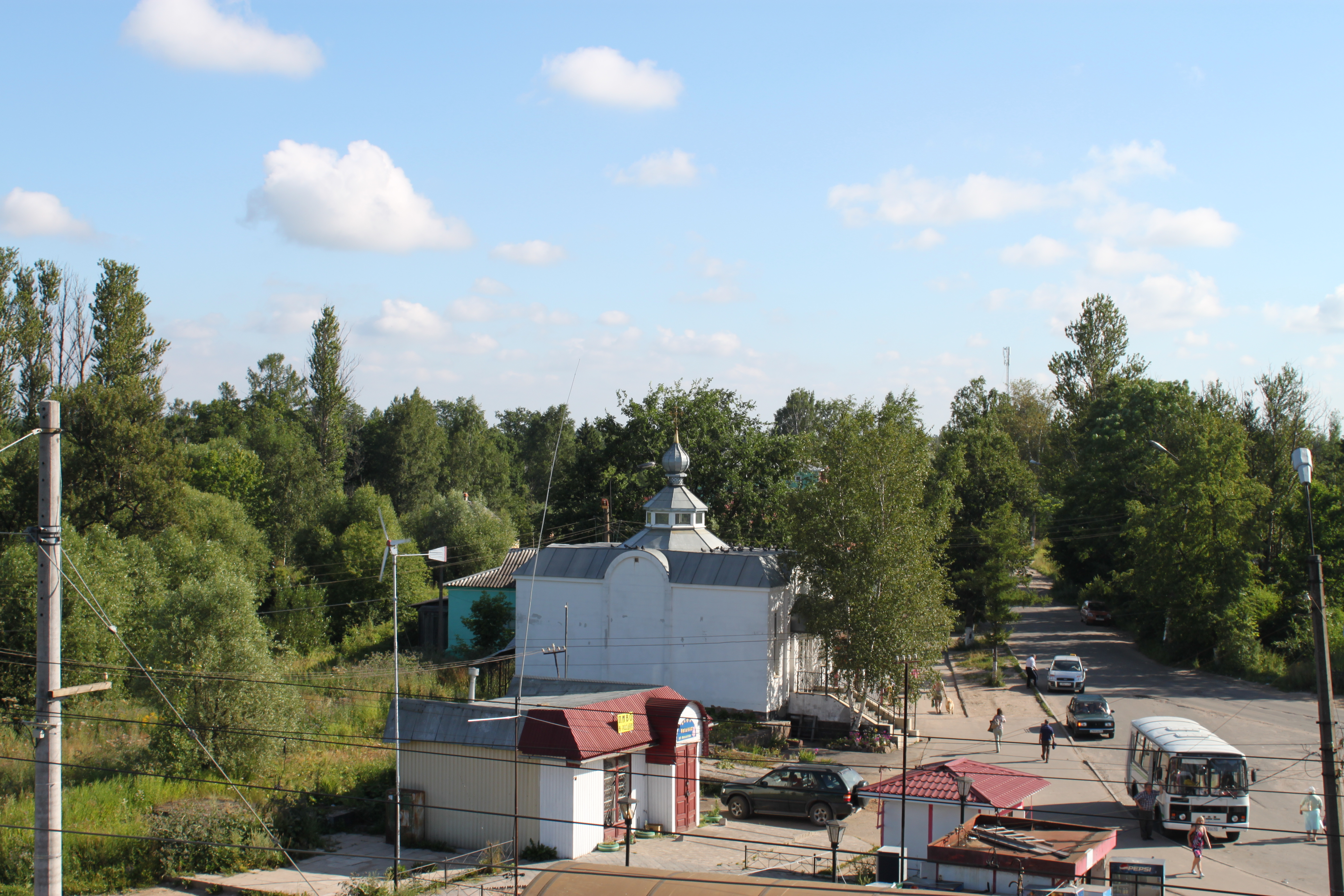
Ульяновка в районе ж.д. станции Саблино. 2010 год
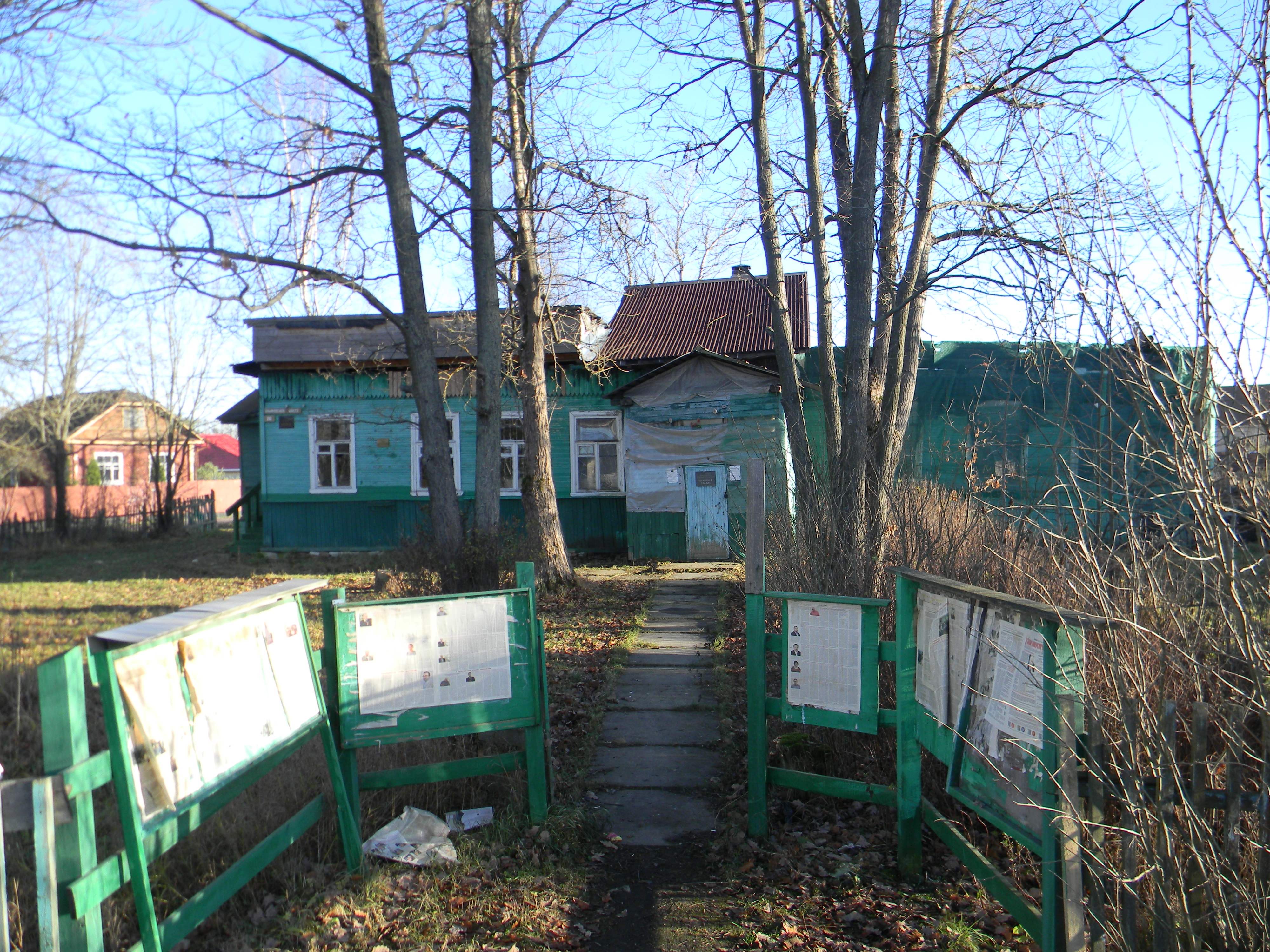
«Дом Ульяновых». Ноябрь 2018 года